# Nuova Guardia
La Guardia Nueva (o Nuova Guardia) è il nome che riceve il periodo musicale in cui il tango raggiunge il suo momento di massima diffusione a livello mondiale e in cui iniziano a differenziarsi i diversi stili degli artisti.  A causa dell'importanza degli arrangiamenti musicali introdotti da  Julio de Caro, molti esperti hanno denominato questo periodo come periodo decareano. La Nuova Guardia coincide con la massificazione determinata dall'invenzione della radio e del cinema sonoro, e si caratterizza dalla forza popolare del tango-canzone.